# Дагмара Домінчик
Даґма́ра Домі́нчик (пол. Dagmara Domińczyk, [doʊˈmiːntʃɪk], нар. 17 липня 1976, Кельці, Польща) — польська й американська акторка та письменниця.

## Біографія
Дочка одного з лідерів польського руху «Солідарність» Мірека (Мирослава) Домінчика (пол. Mirosław Domińczyk) та його дружини Александри. У 1983 році із сім'єю переїхала до Нью-Йорка, після того, як її батьків вислали з рідної Польщі за участь у «Міжнародній амністії» та русі «Солідарність». У 1998 році Даґмара вступила до Університету Карнегі-Меллон.
У 1999 році працювала в Бродвейському театрі дублеркою акторки Анни Фраєл у спектаклі «Замикач» постановки Патріка Марбера. У 2003 році грала у спектаклі «Зачарований квітень».
У липні 2005 року одружилася з актором Патріком Вілсоном. У 2006 році народила сина Кейліна Патріка, в 2009 році другого сина Кассіана Маккаррелла. Знає польську та англійську, трохи розмовляє французькою та іспанською. У Даґмари є дві молодші сестри — Маріка Домінчик і Вероніка Домінчик, теж акторки.

## Спектаклі
- «Замикач»
- «Зачарований квітень»

## Фільмографія
- 1999 — Закон і порядок — Кейт Логан
- 1999 — Третя зміна — Женека Фарабі
- 2000 — Зберігаючи віру — Клер
- 2001 — 24 години — Ніколь
- 2001 — Рок-зірка — Таня Ешер
- 2002 — Граф Монте Крісто — Мерседес
- 2002 — Вони — Террі Альба
- 2003 — Дика удача — Дівана
- 2004 — Агент під прикриттям ("Bad Apple") — Джина
- 2004 — Кінсі — Агніс Гебхард
- 2004 — Куди приводять сни («5 людей, які зустрілись на Небесах»)— Маргарита
- 2004 — Довірся чоловікові — Памела
- 2005 — Одружений — Ембер
- 2006 — Ментор — Джулія
- 2006 — Самотні серця — Дельфін Даунінг
- 2006 — На гострій грані — Сюзанна
- 2006 — Щоденники Бедфорда — Катріна
- 2007 — В'язень — Олівія
- 2010 — Хелена з весілля — Єва
- 2010 — Сьогодні в полудень — Саллі
- 2013 — Фантом — Софі Зубов
- 2013 — Фатальна пристрасть — Бельва
- 2023 — Прісцилла — Енн Больє
- 2024 — Фаворитка Міллера — Беатріс